# 3C 75
3C75 (también conocido como 3C 75) es un sistema binario de agujeros negros en el cúmulo de galaxias Abell 400. Tiene cuatro chorros de radio (dos de cada agujero negro en acreción). Se desplaza a 1.200 kilómetros por segundo a través del plasma del cúmulo, lo que hace que los chorros sean barridos hacia atrás. Los agujeros negros supermasivos binarios están contenidos en la galaxia en forma de campana NGC 1128. 3C 75 puede ser la fuente de rayos X 2A 0252+060 (1H 0253+058, XRS 02522+060).